# 1499
| [ Edytuj tabelę ]                          | |
| Król Polski                                | - 1492 Jan I Olbracht 1501 |
| Współksiążęta Andory                       | - 1472 Pere de Cardona 1512 - 1483 Katarzyna z Nawarry 1512 - 1484 Jan III 1516 |
| Król Anglii                                | - 1485 Henryk VII 1509 |
| Król Aragonii i Walencji, hrabia Barcelony | - 1479 Ferdynand Aragoński 1516 |
| Władca Azteków                             | - 1486 Ahuitzotl 1502 |
| Elektor Brandenburgii                      | - 1486 Jan Cicero 1499 - 1499 Joachim I Nestor 1535 |
| Książę Bawarii-Landshut                    | - 1479 Jerzy Bogaty 1503 |
| Książę Bawarii-Monachium                   | - 1460 Zygmunt 1501 - 1465 Albert IV Mądry 1503 |
| Sułtan Brunei                              | - 1473 Bolkiah 1521 |
| Cesarz Chin                                | - 1487 Hongzhi 1505 |
| Król Czech                                 | - 1490 Władysław II Jagiellończyk 1516 |
| Król Danii                                 | - 1481 Jan Oldenburg 1513 |
| Dalajlama                                  | - 1475 Gendun Gjaco 1541 |
| Władca Egiptu                              | - 1498 Kansuh 1500 |
| Cesarz Etiopii                             | - 1494 Naod 1508 |
| Król Francji                               | - 1498 Ludwik XII 1515 |
| Hrabia Holandii                            | - 1494 Filip I Piękny 1506 |
| Władca Inków                               | - 1493 Huayna Capac 1527 |
| Lord Irlandii                              | - 1485 Henryk VII Tudor 1509 |
| Cesarz Japonii                             | - 1464 Go-Tsuchimikado 1500 |
| Kalif                                      | - 1497 Al-Mustamsik 1508 |
| Król Kastylii i Leónu                      | - 1474 Izabela I Katolicka 1504 |
| Patriarcha Konstantynopola                 | - 1498 Joachim I 1502 |
| Władca Korei                               | - 1494 Yŏngsan 1506 |
| Wielki książę litewski                     | - 1492 Aleksander Jagiellończyk 1506 |
| Sułtan Maroka                              | - 1472 Muhammad asz-Szajch al-Mahdi 1505 |
| Książę Mediolanu                           | - 1494 Ludwik Sforza 1499 |
| Senior Monako                              | - 1494 Jan II 1505 |
| Wielki książę moskiewski                   | - 1462 Iwan III Srogi 1505 |
| Król Nawarry                               | - 1484 Katarzyna z Nawarry i Jan d’Albret 1516 |
| Król Norwegii                              | - 1483 Jan Oldenburg 1513 |
| Sułtan Omanu                               | - 1490 Umar asz-Szarif 1500 |
| Elektor Palatynatu                         | - 1476 Filip Wittelsbach 1508 |
| Papież                                     | - 1492 Aleksander VI 1503 |
| Król Portugalii                            | - 1495 Manuel I 1521 |
| Cesarz Rzymski (niemiecki)                 | - 1493 Maksymilian I Habsburg 1519 |
| Kapitanowie Regenci San Marino             | - 1498 Antonio di Girolamo Marino di Antonio Giannini 1499 - 1499 Marino di Niccolò di Giovanetto Antonio di Maurizio Lunardini 1499 - 1499 Cristoforo di Cecco di Vita Bonifazio di Andrea 1500 |
| Elektor Saksonii                           | - 1486 Fryderyk I Mądry 1525 |
| Król Szkocji                               | - 1488 Jakub IV 1513 |
| Król Szwecji                               | - 1497 Jan Oldenburg 1501 |
| Król Tajlandii                             | - 1491 Ramathibodi II 1529 |
| Sułtan Turków                              | - 1481 Bajazyd II 1512 |
| Doża Wenecji                               | - 1486 Agostin Barbarigo 1501 |
| Król Węgier                                | - 1490 Władysław II 1516 |
| Cesarz Wietnamu                            | - 1497 Lê Hiến Tông 1504 |
| Wielki mistrz zakonu krzyżackiego          | - 1498 Fryderyk Wettyn 1510 |

Rok 1499 / MCDXCIX
stulecia: XIV wiek ~
XV wiek ~
XVI wiek

lata: 1489 «
1494 «
1495 «
1496 «
1497 «
1498 «
1499
» 1500
» 1501
» 1502
» 1503
» 1504
» 1509

## Wydarzenia w Polsce
- od marca do około16 maja – w Krakowie obradował sejm[1].
- 6 maja – w Krakowie została zawarta unia krakowsko-wileńska.

## Wydarzenia na świecie
- 8 stycznia – król Francji Ludwik XII Walezjusz poślubił Annę Bretońską.
- 14 marca – wielki książę litewski i przyszły król Polski Aleksander Jagiellończyk nadał prawa miejskie Mińskowi.
- 22 marca – wojna austriacko-szwajcarska: zwycięstwo Szwajcarów nad sprzymierzonym z austriackimi Habsburgami Związkiem Szwabskim w bitwie pod Bruderholz.
- 11 kwietnia – wojna austriacko-szwajcarska: zwycięstwo wojsk szwajcarskich nad siłami sprzymierzonego z Austriakami Związku Szwabskiego w bitwie pod Schwaderloh.
- 20 kwietnia – wojna austriacko-szwajcarska: zwycięstwo Szwajcarów w bitwie pod Frastanz.
- 19 maja – odbył się ślub per procura Katarzyny Aragońskiej i Artura Tudora.
- 22 maja – wojna austriacko-szwajcarska: zwycięstwo Związku Miast Szwajcarskich w bitwie pod Calven.
- 22 lipca – wojna austriacko-szwajcarska: bitwa pod Dornach.
- 28 lipca – III wojna wenecko-turecka: Turecka flota odniosła zdecydowane zwycięstwo w pierwszej bitwie koło Lepanto z flotą Wenecji (druga w 1571).
- 25 sierpnia – III wojna wenecko-turecka: zwycięstwo floty tureckiej w bitwie koło wyspy Sapienza.
- 9 września – Vasco da Gama powrócił do Lizbony z wyprawy do Indii.
- 22 września – Austria i Szwajcaria zawarły pokój kończący wojnę między oboma państwami.
- 6 października – król Francji Ludwik XII Walezjusz po podbiciu Księstwa Mediolańskiego wkroczył triumfalnie do Mediolanu.
- 23 listopada – został powieszony Perkin Warbeck, pretendent do tronu Anglii w czasie rządów Henryka VII, podający się za księcia Ryszarda, syna Edwarda IV, w rzeczywistości Flamandczyk z Tournai.

## Urodzili się
- 8 stycznia - Jan z Książąt Litewskich, polski duchowny katolicki, biskup wileński i poznański, sekretarz królewski, nieślubny syn Zygmunt I Starego (zm. 1538)
- 15 stycznia – Samuel Maciejowski, kanclerz wielki koronny, biskup krakowski (data sporna lub przybliżona) (zm. 1550)
- 29 stycznia - Katarzyna Luter, niemiecka działaczka reformacji, żona Marcina (zm. 1552)
- 31 marca – Pius IV, papież (zm. 1565)
- 13 października – Klaudia Walezjuszka, córka Ludwika II, królowa Francji, żona Franciszka I (zm. 1524)

- data dzienna nieznana: 
  - Bernardino de Sahagún, hiszpański zakonnik, misjonarz franciszkański (zm. 1590)
  - Piotr z Alkantary, hiszpański franciszkanin, mistyk, święty katolicki (zm. 1562)
  - Jan Łaski, pastor i teolog ewangelicko-reformowany, najwybitniejszy polski działacz reformacji (zm. 1560)

## Zmarli
- 9 stycznia – Jan Cicero, elektor Brandenburgii (ur. 1455)
- 29 sierpnia – Alessio Baldovinetti, włoski malarz (ur. 1427)
- 15 września – Mikołaj z Latowicza, polski duchowny katolicki i prawnik

- data dzienna nieznana: 
  - Marek z Modeny, włoski dominikanin, błogosławiony katolicki (ur. ok. 1420)